# مرتضی روزبه
مرتضی روزبه (زاده ۱۳۴۱ در قزوین) سیاستمدار ایرانی است که پیشتر در دولت یازدهم، استاندار قزوین بود.
وی دانش‌آموخته کارشناسی مدیریت از دانشگاه گیلان و کارشناسی ارشد مدیریت دولتی از مرکز آموزش مدیریت دولتی است. روزبه فعالیت شغلی خود را از جهاد سازندگی قزوین آغاز کرد و در طول جنگ ایران و عراق از اعضای سپاه پاسداران بشمار می‌آمد.